# Чемпіонат України з боксу 2009
XVIII Чемпіонат України з боксу серед чоловіків — головне змагання боксерів-любителів в Україні, організоване Федерацією боксу України, що відбулося з 17 по 22 березня 2009 року в Кривому Розі. Спортсмени змагалися за нагороди у 11 вагових категоріях.

## Медалісти
| Категорія:                         | Золото:              | Срібло:               | Бронза:                               |
| Перша найлегша вага (до 48 кг)     | Денис Козарук        | Денис Шкарубо         | Емір-Асан Небієв Єгор Голуб           |
| Найлегша вага (до 51 кг)           | Микола Буценко       | Олександр Грищук      | Віктор Гоголєв Андрій Шевчук          |
| Легша вага (до 54 кг)              | Георгій Чигаєв       | Віталій Волков        | Іван Кабанчук Олександр Єгоров        |
| Напівлегка вага (до 57 кг)         | Василь Ломаченко     | Максим Третяк         | Віктор Макарицький Олег Малиновський  |
| Легка вага (до 60 кг)              | Дмитро Булєнков      | Сергій Кравець        | Володимир Матвійчук Вілен Сейтосманов |
| Перша напівсередня вага (до 64 кг) | Олександр Ключко     | Іван Редкач           | Кирило Гончаренко Микола Семеняга     |
| Напівсередня вага (до 69 кг)       | Тарас Шелестюк       | Денис Лазарєв         | Олександр Стрецький Євген Хитров      |
| Середня вага (до 75 кг)            | Сергій Дерев'янченко | Іван Сенай            | Іван Голуб Сергій Лапін               |
| Напівважка вага (до 81 кг)         | Олександр Гвоздик    | В'ячеслав Шабранський | Енвер Туктаров Дмитро Смагула         |
| Важка вага (до 91 кг)              | Олександр Усик       | Денис Пояцика         | Олександр Яцина Сергій Мельник        |
| Надважка вага (більше 91 кг)       | Роман Капітоненко    | Олександр Сівко       | Анатолій Антонюк Іван Безверхий       |